# Start Katowice (hokej na lodzie)
Start Katowice – polski klub hokeja na lodzie z siedzibą w Katowicach, który był sekcją sportową WSSiRN „Start” Katowice. W latach 50. przejściowo zespół funkcjonował jako „Start Stalinogród”. Sekcja została rozwiązana.

## Sukcesy
Seniorzy
- Brązowy medal mistrzostw Polski: 1956[2]

Juniorzy
- Złoty medal mistrzostw Polski: 1958
- Srebrny medal mistrzostw Polski: 1956, 1959, 1960
- Brązowy medal mistrzostw Polski: 1957